# Županija Zapadnohercegovačka
Županija Zapadnohercegovačka osma je od ukupno deset županija u Federaciji Bosne i Hercegovine. Županija je utemeljena 1996. Županijsko središte je grad Široki Brijeg.
Županija je prema popisu stanovništva iz 2013. imala 94 898 stanovnika što je čini četvrtom županijom po broju stanovnika. S gustoćom stanovništva od 69,67 stanovnika/km2,  peta je županija po gustoći naseljenosti. Ukupna površina županije iznosi 1362,2 km2, što čini 5,21 % površine Federacije BiH i 2,66 % teritorija Bosne i Hercegovine.

## Zemljopis
Županija Zapadnohercegovačka nalazi se u jugozapadnom dijelu Bosne i Hercegovine. Na sjeveru graniči s Hercegbosanskom županijom, na sjeveroistoku i istoku s Hercegovačko-neretvanskom županijom, a na zapadu s Republikom Hrvatskom.
Područje županije je brežuljkasto i brdovito, osobito oko Posušja gdje postaje i planinsko, te sjeverno od Širokog Brijega. Županija je isprepletena krškim poljima kojima se planine zapadne i sjeverne Hercegovine spuštaju prema moru. Dugo polje (1150 – 1250 m) prva je stuba, dalje slijede Rakitno polje (870 – 910 m), Posuško polje (580 – 610 m), Imotsko polje (260 – 300 m), Mostarsko blato (220 m) i Ljubuško polje (80 – 100 m) kojim se spuštanje završava. Zapadnom Hercegovinom teku rijeke Lištica i Tihaljina, Posuškim poljem ponekad proteče Ričina, Kočerinskim poljem Ugrovača. Kroz županiju također teče rijeka s četiri imena od koja se tri koriste u ovoj županiji (Tihaljina, Trebižat i Mlade). Županija cjelokupno pripada slivu Neretve odnosno Jadranskoga mora. Najviše planine su: Čvrsnica. Čabulja, Štitar, Zavelim, Kušanovac i Radovanj.
U županiji se nalazi Park prirode Blidinje.

### Klima
U svim gradovima Županije Zapadnohercegovačke prevladava submediteranski tip klime osim u Ljubuškom gdje prevladava mediteranska klima. Znatna je razlika između submediteranske klime u Posušju u odnosu na onu submediteransku u Širokom Brijegu i Grudama. U Posušju se sudara planinski i mediteranski utjecaj, pa je submediteranska klima u Posušju oštrija te je bliska s umjerenom planinskom klimom koja prevladava na području Tribistova, Radovnja itd. Ljeta su u zapadnohercegovačkim gradovima vruća i temperature prelaze preko 35 °C. Zimi snijeg ni u Ljubuškom nije nemoguć, ali je češći i uobičajeni u sjevernijim gradovima, osobito u Posušju gdje ponekad obilato padne i dugo se zadrži.

## Stanovništvo
Županija Zapadnohercegovačka prema popisu stanovništva iz 2013. imala je 94 898 stanovnika. Prema tim podatcima, 98,81 % stanovništva su Hrvati. Prevladavajuća religija je katoličanstvo.
Godine 2016. udio osoba starijih od 65 godina u ukupnom broju stanovnika županije iznosio je 13,3 %, udio radnog kontingenta stanovništva 66,7 % i udio osoba između 0 i 14 godina 20 %.
Godine 2013. ukupan broj domaćinstava u županiji iznosio je 25 081, a prosječan broj članova u jednom domaćinstvu iznosio je 3,77. Najveći osoba živi u domaćinstvu s četiri člana (4716 ili 18,8 %), dva člana (4584 ili 18,28 %) i tri člana (3831 ili 15,27 %).
| Općina        | Narodnost | Narodnost | Narodnost | Narodnost | Narodnost | Narodnost | Narodnost | Narodnost | Ukupno |
| Općina        | Hrvati    | %         | Bošnjaci  | %         | Srbi      | %         | Ostali    | %         | Ukupno |
| ------------- | --------- | --------- | --------- | --------- | --------- | --------- | --------- | --------- | ------ |
| Grude         | 17.206    | 99,46     | 3         | 0,01      | 10        | 0,05      | 11        | 0,06      | 17.308 |
| Ljubuški      | 27.327    | 96,95     | 689       | 2,44      | 23        | 0,08      | 556       | 1,96      | 28.184 |
| Posušje       | 20.424    | 99,74     | 2         | 0,01      | 5         | 0,02      | 12        | 0,05      | 20.477 |
| Široki Brijeg | 28.814    | 99,60     | 6         | 0,00      | 45        | 0,20      | 64        | 0,20      | 28.929 |
| Županija      | 93.725    | 98,76     | 700       | 0,75      | 83        | 0,26      | 354       | 1,11      | 94.898 |

|                      | 2013.           | 1991.           |
| Osoba                | 94 898 (100,0%) | 88 992 (100,0%) |
| Hrvati               | 93 725 (98,76%) | 86 164 (96,82%) |
| Bošnjaci             | 718 (0,757%)    | 1 611 (1,810%)1 |
| Nepoznato            | 164 (0,173%)    | –               |
| Srbi                 | 101 (0,106%)    | 231 (0,260%)    |
| Nisu se izjasnili    | 66 (0,070%)     | –               |
| Albanci              | 53 (0,056%)     | –               |
| Ostali               | 52 (0,055%)     | 708 (0,796%)    |
| Muslimani            | 7 (0,007%)      | –               |
| Bosanci i Hercegovci | 5 (0,005%)      | –               |
| Crnogorci            | 3 (0,003%)      | –               |
| Jugoslaveni          | 1 (0,001%)      | 278 (0,312%)    |
| Slovenci             | 1 (0,001%)      | –               |
| Ukrajinci            | 1 (0,001%)      | –               |
| Bosanci              | 1 (0,001%)      | –               |

1. 1 Modalitet Muslimani danas se označava kao modalitet Bošnjaci.

## Uprava
Županija Zapadnohercegovačka je prema zakonu jedna od deset županija Federacije Bosne i Hercegovine, koja je jedan od dva entiteta Bosne i Hercegovine.
Županija Zapadnohercegovačka ima vlastitu zakonodavnu, izvršnu i sudsku vlast. Kao i svaka od županija u FBiH, posjeduje vlastiti ustav, skupštinu, vladu, simbole, te mu pripadaju niz isključivih nadležnosti (policija, obrazovanje, korištenje prirodnih resursa, prostorna i stambena politika, kultura), dok su neke nadležnosti podijeljene između federalne i županijske vlasti (zdravstvo, socijalna zaštita, promet).
Građani Županije Zapadnohercegovačke svake četiri godine na općim izborima glasaju za ukupno 23 zastupnika u županijskoj skupštini. Na osnovu općih izbora trenutnu vladu županije sačinjava koalicija Hrvatske demokratske zajednice Bosne i Hercegovine (HDZ BiH).
Na lokalnoj razini građani Županije Zapadnohercegovačke svake četiri godine na lokalnim izborima glasaju za lokalnu vlast u dvije općine (Grude, Posušje) i dva grada (Ljubuški, Široki Brijeg). 
| Općina                       | Broj naselja | Broj stanovnika (2013.) | Gustoća (km2) | Površina (km2) |
| ---------------------------- | ------------ | ----------------------- | ------------- | -------------- |
| Grude                        | 13           | 17.308                  | 78,4          | 220,8          |
| Grad Ljubuški                | 35           | 28.184                  | 96,3          | 292,7          |
| Posušje                      | 20           | 20.477                  | 44,4          | 461,1          |
| Grad Široki Brijeg           | 34           | 28.929                  | 74,6          | 387,6          |
| Županija Zapadnohercegovačka | 102          | 94.898                  | 69,7          | 1362,2         |

### Županijska skupština
Godine 2014. birano je 23 zastupnika u županijsku skupštinu. Broj registriranih glasača je bio 69.788, a od toga je na izbore izašlo 35.709 (51,17 %). Broj važećih glasova bio 33.958 (95,19 %), a nevažećih 1751 (4,81 %). Tada je najviše mandata, njih 14, dobio HDZ BiH. 
| stranka | stranka                                | broj zastupnika | broj zastupnika | broj zastupnika | broj zastupnika | broj zastupnika | broj zastupnika | broj zastupnika |
| stranka | stranka                                | 1996.           | 1998.           | 2000.           | 2002.           | 2006.           | 2010.           | 2014.           |
| ------- | -------------------------------------- | --------------- | --------------- | --------------- | --------------- | --------------- | --------------- | --------------- |
|         | HDZ BiH                                | 29 / 31         | 26 / 31         | 17 / 23         | 18 / 23         | 9 / 23          | 13 / 23         | 14 / 23         |
|         | HDZ 1990                               |                 |                 |                 |                 | 8 / 23          | 4 / 23          | 4 / 23          |
|         | HSP BiH                                | 2 / 31          | 3 / 31          | 1 / 23          | 1 / 23          | 4 / 23          | 3 / 23          | 2 / 23          |
|         | NSRzB                                  |                 |                 | 2 / 23          | 2 / 23          | 2 / 23          | 3 / 23          | 1 / 23          |
|         | HSP dr. A. S. BiH                      |                 |                 |                 |                 |                 |                 | 1 / 23          |
|         | HKDU BiH                               |                 | 1 / 31          | 1 / 23          | 1 / 23          |                 |                 |                 |
|         | HS HKDU – HRAST                        |                 |                 |                 |                 |                 |                 | 1 / 23          |
|         | Hrvatski pravaški blok                 |                 |                 |                 | 1 / 23          |                 |                 |                 |
|         | Hrvatski kršćanski domovinski preporod |                 | 1 / 31          | 1 / 23          |                 |                 |                 |                 |
|         | Nezavisni pravaši                      |                 |                 | 1 / 23          |                 |                 |                 |                 |

### Županijska vlada
Županijsko sjedište je Široki Brijeg. Županijska vlada podijeljena je na sljedeća ministarstva:
- Ministarstvo unutarnjih poslova, sjedište: Ljubuški
- Ministarstvo pravosuđa i uprave, sjedište: Široki Brijeg
- Ministarstvo financija, sjedište: Ljubuški
- Ministarstvo prostornog uređenja, resursa i zaštite okoliša, sjedište: Posušje
- Ministarstvo prosvjete, znanosti, kulture i športa, sjedište: Široki Brijeg
- Ministarstvo zdravstva, rada i socijalne skrbi, sjedište: Grude
- Ministarstvo hrvatskih branitelja iz Domovinskog rata, sjedište: Grude
- Ministarstvo gospodarstva, sjedište: Posušje

### Neustavni grb i zastava županije
Grb i zastavu županije, koji su identični obilježjima Hrvatske Republike Herceg-Bosne, Ustavni sud Federacije Bosne i Hercegovine proglasio je neustavnim, jer predstavljaju samo jedan konstitutivni narod, Hrvate, čime je povrijeđen princip nacionalne ravnopravnosti naroda Federacije Bosne i Hercegovine. Unatoč tome, županijske vlasti i dalje koriste ta obilježja.
- Grb
- Zastava

## Povijest
Prije stvaranja ujedinjenog Hrvatskog Kraljevstva, najveći dio županije nalazio se u Zahumlju s dijelovima u Paganiji (Neretvanskoj Kneževini). Nakon stvaranja Hrvatskog Kraljevstva pod Tomislavom, najveći dio županije nalazio se u hrvatskoj državi. Ulaskom u personalnu uniju s Mađarskom područjem županije ovladali su Šubići koji u sukobu s Kotromanićima gube ova područja koja ulaze u sastav Kraljevine Bosne. Područje županije nalazilo se u Humu, jednoj od pokrajina kraljevine Kotromanića. Vlast nad ovim područjem imali su Hrvatinići i Kosače. U ranom 15. stoljeću Hum je pod Kosačama postao praktično neovisna državica koja se uspješno branila od napada Turaka sve do 1483. Sama Bosna je pala dvadeset godina ranije. Po tituli herceg koju je nosio Stjepan Vukčić Kosača ova zemlja nazvana je Hercegovinom i kao takva, nakon turskog osvajanja, nastavila je postojati u obliku Hercegovačkog sandžaka. Hercegovački sandžak uspostavljen je još 1462. u vrijeme turskih napada, a kao takav je podređen Bosanskom pašaluku 1580. Nakon ugušenja ustanka Huseina-kapetana Gradaščevića 1833. Hercegovački pašaluk ponovo je izdvojen iz Bosanskog, a njime sve do 1851. vlada Ali-paša Rizvanbegović.
Područje županije ostalo je pod turskom vlašću sve do austrougarske okupacije 1878. kada je ušlo u sastav Bosne i Hercegovine, jedne od zemalja Austro-Ugarske. Nakon okončanja Prvog svjetskog rata, područje županije bilo je u sastavu Primorske banovine sa sjedištem u Splitu u sklopu Kraljevine Jugoslavije. Stvaranjem Nezavisne Države Hrvatske 1941. područje županije bilo je u sastavu novostvorene župe Hum. Nakon poraza Sila Osovina, područje županije ulazi u sastav Mostarskog kotara u sklopu SR Bosne i Hercegovine, jedne od republika SFR Jugoslavije. Nakon prvih demokratskih i višestranačkih izbora održanih u Bosni i Hercegovini 1990. u općinama ove županije, Posušju, Grudama, Širokom Brijegu i Ljubuškom, pobijedila je, kao i u svim većinskim hrvatskim općinama Hrvatska demokratska zajednica Bosne i Hercegovine. Nedugo poslije, u studenome 1991. uspostavljena je Hrvatska zajednica Herceg-Bosna (od 1993. Hrvatska Republika Herceg-Bosna), u čiji sastav ulaze i ove općine. Stvaranjem hrvatsko-bošnjačke Federacije Bosne i Hercegovine u ožujku 1994. stvorena je Županija Zapadnohercegovačka 1996.

## Gospodarstvo
Glavni čimbenici gospodarskog razvoja Županije Zapadnohercegovačke je povoljan geoprometni položaj na paneuropskom koridoru Vc i blizina Republike Hrvatske, to jest Europske unije), mnoštvo prirodnih resursa (energetski izvori vjetra i sunca, mnoštvo prirodnih ljepota za razvoj turizma) i velike količine obradivih površina za razvoj poljoprivrede.
Iako je prostorno mala, Županija Zapadnohercegovačka ima značajne poljoprivredne površine. Od ukupnih 1362,2 km², 30.000 hektara otpada na poljoprivredu, a na šume i šumska zemljišta 84.000 ha. Oko 6000 ha obradivih površina nalazi se u povoljnim klimatskim uvjetima s nadmorskom visinom ispod 100 metara. Županija ima velike mogućnosti za proizvodnju u povrtlarstvu, voćarstvu i vinogradarstvu. U županiji postoje prerađivački kapaciteti za preradu mlijeka i mesa. Zbog prisutne poduzetničke inicijative, u županiji postoji veliki broj radnih mjesta. Najveći broj poduzetnika bavi se uslužnom djelatnošću, a značajan je i proizvodni sektor.
Županija Zapadnohercegovačka od PDV-a prikuplja između 200 i 250 milijuna konvertibilnih maraka, a u proračun se vrati svega 35 do 38 milijuna konvertibilnih maraka. Ovakva politika Federacije Bosne i Hercegovine uvelike šteti razvoju županije jer sedam puta više novca preda središnjim vlastima nego što ga dobije natrag. Ovakvo stanje prouzročeno je velikim dugom Federacije BiH koja novcem županija vraća taj dug, a dio odlazi i na slabije razvijene županije.

## Promet
Ukupna dužina magistralnih puteva u Županiji Zapadnohercegovačkoj iznosi 171.823 kilometara.

## Obrazovanje
U Županiji Zapadnohercegovačkoj postoji ukupno 12 srednjih škola, osam državnih i četiri privatne, dok na području Širokog Brijega djeluje Akademija likovnih umjetnosti kao sastavnica Sveučilišta u Mostaru.

## Kultura
Najvažniji kulturni događaji u Zapadno-hercegovačkoj županiji su: Šimićevi susreti, Mediteran Film Festival, West Herzegovina Fest, Okusi s kamena, Revija turističkog filma, Dječji festival „Na jedrima glazbe” i mnogi druge.

## Šport
U nogometnoj Premier ligi trenutačno se natječu NK Široki Brijeg i HŠK Posušje. NK Široki Brijeg dvaput je osvojio tu ligu (2003./04., 2005./06.), tri puta kup (2006./07., 2012./13., 2016./17.) i pet puta Prvu nogometnu ligu Herceg-Bosne (1993./94., 1994./95., 1995./96., 1996./97., 1997./98.).
HKK Široki je s 11 osvojenih naslova prvaka BiH najuspješniji košarkaški klub u državi. Zadnji put je bio prvak u sezoni 2021./22.
RK Izviđač Ljubuški je s 8 osvojenih naslova prvaka BiH najuspješniji rukometni klub u državi. Zadnji put je bio prvak u sezoni 2021./22.

## Blagdani u županiji
Prema zakonu o radu, blagdani i neradni dani u Županiji Zapadnohercegovačkoj su:
- 1. siječnja – Nova godina
- 6. siječnja – Sveta tri kralja
- 1. svibnja – Praznik rada
- 30. svibnja – Dan svehrvatske državnosti (ekvivalent Danu državnosti u Republici Hrvatskoj)
- 15. kolovoza – Velika Gospa
- 1. studenoga – Svi sveti
- 2. studenoga – Dušni dan
- 18. studenoga – trostruki spomendan: Dan utemeljenja Hrvatske zajednice Herceg-Bosne, Dan Županije Zapadnohercegovačke i Dan pada grada Vukovara

Stanovnici županije pravoslavne vjere imaju pravo izostati s posla za pravoslavni Božić; a stanovnici islamske vjere imaju pravo izostati s posla prvog dana Ramazanskog bajrama i prvi dan Kurban-bajrama. Pripadnici židovske zajednice imaju pravo izostati s posla na Jom kipur (Dan pomirenja) i Roš hašanu (Nova godina).

## Vanjske poveznice
- Službene mrežne stranice